# Pawels Briefe
Pawels Briefe sind Lebenserinnerungen der deutschen Schriftstellerin Monika Maron, die 1999 bei S. Fischer in Frankfurt am Main erschienen.
In dieser bebilderten Autobiografie forscht die Autorin eine zwar versunkene, doch nicht vergessene Zeit aus. Pawel, Monika Marons polnischer Großvater mütterlicherseits, ein Jude,  wurde im Sommer 1942 Opfer nationalsozialistischer Vertreibung und Ausrottung. Monika Maron schreibt über ihren Großvater: „Er wurde als Jude geboren, er ist als Jude gestorben, aber er hat nicht als Jude gelebt.“

## Pawel und Josefa
Pawel Iglarz wurde am 15. Januar 1879 in Ostrów Mazowiecka geboren. Josefa Przybylski, eine katholische Analphabetin, wurde auf dem Lande in Kurow, Kreis Łask geboren. Als Josefa vier Jahre alt war, starb die Mutter.
Pawel und Josefa konvertierten in jungen Jahren unabhängig voneinander zu den Baptisten und lernten sich in deren Lodzer Gemeinde kennen. Josefa war in Lodz Dienstmädchen und arbeitete als Weberin. Pawel  wurde am 7. Oktober 1900 in der Baptistenkirche Żyrardów getauft. Er wurde Schneider.
Die zwei jungen Leute wanderten 1905 nach Deutschland aus und blieben in Rixdorf in der Schillerpromenade 4. In den 1920er Jahren wollte das Paar – es hatte bereits die Kinder Marta, Hella, Bruno und Paul – nach Amerika auswandern, dieser Gedanke blieb bloße Absicht. Pawel war Gewerkschafter, Mitstreiter im Neuköllner Rotfront-Kämpferbund und später als Baptist Mitglied der KPD. Er habe an Saalschlachten gegen die Nazis teilgenommen, um 1937 entließ ihn Peek und Cloppenburg, nachdem eine Nachbarin ihn schriftlich als Juden denunziert hatte.
Im November 1938 wurde Pawel als polnischer Jude ausgewiesen und hauste neun Monate in einer Notunterkunft an der deutsch-polnischen Grenze, weil Polen ihn nicht einreisen ließ. Großbritannien verweigerten ihm ebenfalls die Einreise. Im Sommer 1939 hielt er sich für zwei Wochen in Berlin auf. Josefa ließ sich nicht, wie von der Behörde nahegelegt, von Pawel scheiden, sondern ging mit ihm in ihren Heimatort Kurów. Seit dem 18. Juli 1939 lebten die beiden dort für knapp drei Jahre.  Ende April 1942 wurde Pawel unter einem Vorwand ins dreißig Kilometer entfernte Ghetto Belchatow bestellt, das im August 1942 liquidiert wurde. Monika Maron nimmt an, dass der Großvater entweder erschossen oder vergast worden ist. Wahrscheinlich wurde er im August im Vernichtungslager Kulmhof ermordet.
Die Autorin resümiert voll Bitterkeit: „Den Juden wurden die verstoßenen oder entlaufenen Söhne und Töchter in den Ghettos und Gaskammern wieder zugetrieben.“ Pawels Briefe aus dem Ghetto Belchatow vom Sommer 1942 an seine Kinder hat Monika Maron erst 1997 gelesen. Den letzten Brief hatte Pawel am 8. August geschrieben. Josefa war bereits am 11. Juni 1942 gestorben.

## Form
Gleich auf der ersten Seite ihrer Erinnerung spricht Monika Maron ein gut bekanntes Phänomen an: Eltern, die von ihren Kindern über die Zeit des Nationalsozialismus befragt werden, erweisen sich gewöhnlich als wortkarge Dialogpartner. Das geht auch der Autorin mit ihrer Mutter als Interviewpartnerin so. Die Großeltern Iglarz starben – da war Monika Maron ein Jahr alt. Also konnte nur die Mutter Hella ausgefragt werden. Immerhin erfährt die hartnäckige Fragerin bedeutsame Wahrheiten – auch wenn diese gelegentlich auf Vermutungen basieren. So meinte Hella, ihre Eltern hatten Polen anno 1905 verlassen, weil ihre Familien die Abwendung vom überkommenen Glauben nicht verstehen konnten.
Die methodisch vorgehende Autorin bezieht sich auf eine Aussage von Niklas Luhmann, nach der die Vita einer Person von Wendepunkten in ihrem Lebenslauf geprägt wird.

## Historischer Hintergrund
Monika Marons Mutter Hella (* 1915) überlebte als Vierjährige die Kollision mit einem Pferdegespann. Als Jugendliche sei sie Ernst Busch und Erich Weinert begegnet. Überhaupt kann sich die Mutter an Charakterköpfe erinnern; so an den Genossen Schmid. Das war Anna Seghers’ Ehemann. Die SAJ trennte sich von der Jungkommunistin Hella. Als Halbjüdin verlor Hella in Berlin die Arbeitserlaubnis. 1937 lernte Hella Monika Marons leiblichen Vater Walter kennen. Die Mutter machte 1945 mit ihm Schluss. 1949 kehrte Walter aus der Gefangenschaft zurück. Er hatte der Mutter vor 1945 seinen Sold geschickt, ihre Eltern in Kurow aufgesucht, war in Stalingrad eingekesselt gewesen, ausgebrochen und nach dem Kriege an Nierenversagen verstorben.
Die Kommunistin Hella – also die Atheistin – habe vor 1950 heimlich gebetet, doch dann auf der SED-Parteihochschule nicht mehr. Hella war 1953 Redakteurin beim Neuen Deutschland und lebte mit ihrem zweiten Mann Karl Maron zusammen. Im Gegensatz zu ihrer Tochter glaubte Hella an den Klassenkampf.
Bis 1953 hatten Monika Maron und ihre Mutter die polnische Staatsbürgerschaft.
Monika Maron schreibt die Geschichte des Lebens und Sterbens ihres Großvaters mit der eigenen Vita fort und lässt an der DDR kaum Gutes; nennt das Herrschaftssystem eine Diktatur und prangert deren „materielle Kärglichkeit“ an. Sie habe ihren elfjährigen Sohn taufen lassen und ihn so als potentiellen Wehrdienstverweigerer gebildet. Monika Maron habe eine kommunistische DDR gewollt, aber nicht bekommen. Erst 1984 habe sich Monika Maron vom Kommunismus verabschiedet. Ihr Kommentar zum Herbst 1989: „… außer verdorbenen Biographien hat die DDR nicht viel mehr hinterlassen.“ Als DDR-Widersacherin sieht sie sich in dem Zusammenhang nach 1989 als „Sieger der Geschichte“. Zum Hin und Her der Erzählerin durch den Eisernen Vorhang – überwacht von einem „kolossalen Geheimdienst“ – fragt sich der Leser: Kann das en detail so gewesen sein? Als durch und durch glaubwürdig wird hingegen Hellas Geschichte vorgetragen. Die Mutter hält in jeder brenzligen Situation zu ihrer widerspenstigen Tochter – egal, welche Parteistrafe darauf stehen wird.

## Rezeption
- 10. April 1999, FAZ: Pawels Briefe: Pawels Briefe seien so etwas wie ein Schlag ins Gesicht der nachgeborenen Besserwisser. Treffend wird der Ton der Erzählerstimme mit zwei Sätzen beschrieben: „Monika Maron steht nicht über den Dingen. Sie schreibt scheu und verhalten, tief verunsichert, passagenweise stammelnd und verstört, …“
- 1. Juni 1999, Eike Brunhöber: Briefe und Fragen. Monika Marons „Pawels Briefe“: Die Autorin kämpft zwar gegen allzumenschliche Verdrängung, will und kann aber keine absoluten Wahrheiten verkünden. Manche Frage lässt sich heute nicht mehr beantworten.
- 1999, Rita Utzenrath: Annäherung an Gestern: Bei aller klarer, präziser Sprache werde das schwierige Vergessen und Erinnern poetisch reflektiert.
- 1999, Ursula Reinhold: Generationen und ihre Schicksale: Die Rezensentin umreißt den inneren Bau des Werkes mit einem treffenden Satz: „Bildet die Rekonstruktion des großelterlichen Schicksals die zentrale stoffliche Achse des Buches, so wird die gedankliche Achse durch die Spannung zwischen Mutter und Tochter bestimmt.“
- 2000, Christine Cosentino[10], Rutgers University, Faculty of Arts and Sciences, Department of Foreign Languages, Camden: Pawels Briefe: „… ein verstörend schönes Buch über gütige Menschen mit dem Mut zum Anderssein …“ Allerdings störe der Anhang, in dem die Konfrontation der Autorin mit den Mitarbeitern Markus Wolfs gestanden wird.
- 6. Juni 2011, Friederike in Jüdische Lebenswelten im 20. und 21. Jahrhundert: Monika Maron: Pawels Briefe: Die Rezensentin spricht zwei bedeutsame Details an. Erstens ein Lob: Nichts wird hinzugedichtet. Zweitens, ob Monika Maron es nun will oder nicht – sie ist eine bekannte DDR-Schriftstellerin.

## Verwendete Ausgabe
- Pawels Briefe. S. Fischer, Frankfurt am Main, 1999, ISBN 3-10-048809-1